# Кенкря (село)
Кенкря (от калм. Кеңкрә) — исчезнувшее село в Сарпинском районе Калмыкии, входило в состав Кануковского сельского муниципального образования. Располагалось на границе с Ростовской областью, на правом берегу реки Кенкря (левый приток реки Кара-Сал) в 7 километрах к востоку от села Кануково (административный центр Кануковского СМО).

## История
Дата основания не установлена. В 1930-х село входило в состав Сальского сельсовета Сарпинского улуса Калмыцкой АССР. В 1938-39 годах была заложена частично сохранившаяся и сегодня лесополоса.
28 декабря 1943 года калмыцкое население было депортировано. В связи с ликвидацией Калмыцкой АССР, как и другие населённые пункты Сарпинского района, село было включено в состав Сталинградской области. Согласно Списку населенных пунктов по Сарпинскому району Сталинградской области на 1 января 1950 года, село Кенкря являлось единственным населённым Сальского сельсовета. В июне 1954 года Сальский сельсовет был ликвидирован, село было включено в состав Вершино-Сальского сельсовета.
Последний коренной житель села Кенкря Владимир Маковкин покинул населенный пункт в 1996 г.
Исключено из числа населённых пунктов Постановлением Народного Хурала (Парламента) РК от 04.04.2000 года № 223-II